# 耶尔蒙
耶尔蒙（法語：Hiermont，法語發音：[jɛʁmɔ̃]）是法国上法蘭西大區索姆省的一个市镇，属于阿布维尔区。

## 地理
耶尔蒙（50°11'43"N, 2°4'34"E）面积5.01 平方千米，位于法国上法蘭西大區索姆省，该省份为法国北部沿海省份，北起加来海峡省和北部省，西接滨海塞纳省和大西洋英吉利海峡，南至瓦兹省，东临埃纳省。
与耶尔蒙接壤的市镇（或旧市镇、城区）包括：欧克西堡、贝尔纳特尔、孔特维尔、迈松蓬蒂厄。

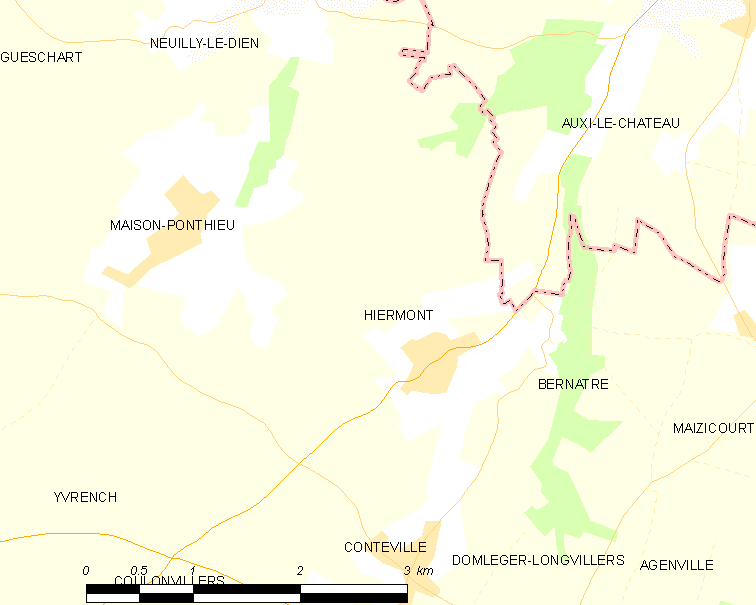
耶尔蒙的OSM定位图

耶尔蒙的时区为UTC+01:00、UTC+02:00（夏令时）。

## 行政
耶尔蒙的邮政编码为80370，INSEE市镇编码为80440。

## 政治
耶尔蒙所属的省级选区为杜朗县。

## 人口

1962-2008年间耶尔蒙人口变化图示

耶尔蒙于2022年1月1日时的人口数量为152人。